# Tretja slovenska nogometna liga 2014-2015
La Tretja slovenska nogometna liga 2014-2015 (in lingua italiana: Terzo campionato calcistico sloveno 2014-2015), abbreviata in 3. SNL 2014-2015, fu la ventitreesima edizione della terza serie del campionato di calcio sloveno.
Fu la prima stagione a 4 gironi (anziché 2) dal 2004.

## Format e regole
Nella stagione 2014-15, la terza divisione slovena venne divisa in 4 gironi per un totale di 52 squadre partecipanti. Tre gironi (Centro, Nord ed Est) erano composti da 14 club, mentre il girone Ovest solamente da 10. Le vincitrici dei 4 gruppi disputavano spareggi per definire le due squadre che sarebbero state promosse in seconda divisione. Le "seconde squadre" dei club della massima divisione non potevano essere promosse nella 2. SNL, dato che le regole della Federcalcio slovena prevedevano che, fra la squadra principale e la propria seconda, ci dovessero essere almeno due divisioni di differenza.
Il numero delle squadre retrocesse da ogni gruppo era determinato dal numero delle squadre, ricadenti nella propria giurisdizione, promosse dalla serie inferiore e da quelle retrocesse da quella superiore.
| Girone:       | Ovest                           | Centro                   | Nord                           | Est                           |
| ------------- | ------------------------------- | ------------------------ | ------------------------------ | ----------------------------- |
| Giurisdizione | MNZ Nova Gorica MNZ Capodistria | MNZ G. Kranj MNZ Lubiana | MNZ Celje MNZ Maribor MNZ Ptuj | MNZ Murska Sobota MNZ Lendava |

Questo significa che 3 squadre del girone Nord venivano retrocesse per far posto alle 3 vincitrici delle MNZ di competenza (Celje, Maribor e Ptuj). Il numero delle squadre retrocesse dai gironi Centro ed Est era 2, mentre solo una dal girone Ovest, poiché la MNZ Capodistria e la MNZ Nova Gorica costituivano un girone unico.

## Girone Ovest
|                       | Pos. | Squadra          | Pt | G  | V  | N | P  | GF | GS | DR  |
| --------------------- | ---- | ---------------- | -- | -- | -- | - | -- | -- | -- | --- |
|                       | 1.   | Ajdovščina Škou  | 57 | 25 | 17 | 6 | 2  | 63 | 24 | +39 |
|                       | 2.   | Izola            | 54 | 25 | 16 | 6 | 3  | 73 | 30 | +43 |
|                       | 3.   | Brda             | 43 | 25 | 12 | 7 | 6  | 46 | 36 | +10 |
|                       | 4.   | Bilje            | 43 | 25 | 13 | 4 | 8  | 46 | 31 | +15 |
|                       | 5.   | Jadran Dekani    | 34 | 25 | 9  | 7 | 9  | 43 | 43 | 0   |
|                       | 6.   | Tabor Sežana     | 30 | 25 | 7  | 9 | 9  | 44 | 46 | −2  |
|                       | 7.   | Ilirska Bistrica | 23 | 25 | 5  | 8 | 12 | 32 | 58 | −26 |
|                       | 8.   | Adria            | 20 | 25 | 6  | 2 | 17 | 18 | 47 | −29 |
|                       | 9.   | Cerknica         | 19 | 25 | 5  | 4 | 16 | 21 | 50 | −29 |
|                       | 10   | Portorož Piran   | 1  | 9  | 0  | 1 | 8  | 4  | 25 | −21 |
| classifica, risultati |      |                  |    |    |    |   |    |    |    |     |

Legenda:
  Partecipa agli spareggi−promozione.
      Promosso in 2. SNL 2015-2016 dopo gli spareggi.
      Retrocesso nel Campionato inter−comunale.
      Escluso dal campionato.
Regolamento:
Tre punti a vittoria, uno a pareggio, zero a sconfitta.
Note:
Il Portorož Piran si è ritirato dopo 14 turni. Sono riconosciuti solo i risultati dalla 1ª alla 9ª giornata.

## Girone Centro
|                       | Pos. | Squadra        | Pt | G  | V  | N | P  | GF | GS | DR  |
| --------------------- | ---- | -------------- | -- | -- | -- | - | -- | -- | -- | --- |
|                       | 1.   | Kranj          | 63 | 26 | 19 | 6 | 1  | 67 | 14 | +53 |
|                       | 2.   | Ilirija        | 56 | 26 | 17 | 5 | 4  | 60 | 21 | +39 |
|                       | 3.   | Ivančna Gorica | 53 | 26 | 15 | 8 | 3  | 48 | 16 | +32 |
|                       | 4.   | Zagorje        | 51 | 26 | 15 | 6 | 5  | 77 | 28 | +49 |
|                       | 5.   | Radomlje B     | 37 | 26 | 10 | 7 | 9  | 42 | 29 | +13 |
|                       | 6.   | Sava Kranj     | 36 | 26 | 10 | 6 | 10 | 36 | 36 | 0   |
|                       | 7.   | Rudar Trbovlje | 33 | 26 | 9  | 6 | 11 | 24 | 40 | −16 |
|                       | 8.   | Bled           | 31 | 26 | 10 | 1 | 15 | 27 | 45 | −18 |
|                       | 9.   | Medvode        | 30 | 26 | 7  | 9 | 10 | 32 | 40 | −8  |
|                       | 10.  | Kolpa          | 30 | 26 | 9  | 3 | 14 | 26 | 43 | −17 |
|                       | 11.  | Lesce          | 24 | 26 | 6  | 6 | 14 | 28 | 42 | −14 |
|                       | 12.  | Komenda        | 24 | 26 | 7  | 3 | 16 | 29 | 55 | −26 |
|                       | 13.  | Kočevje        | 22 | 26 | 5  | 7 | 14 | 21 | 52 | −31 |
|                       | 14.  | Britof         | 18 | 26 | 5  | 3 | 18 | 25 | 81 | −56 |
| classifica, risultati |      |                |    |    |    |   |    |    |    |     |

Legenda:
  Partecipa agli spareggi−promozione.
      Promosso in 2. SNL 2015-2016 dopo gli spareggi.
      Retrocesso nel Campionato inter−comunale.
      Escluso dal campionato.
Regolamento:
Tre punti a vittoria, uno a pareggio, zero a sconfitta.
Note:
Il Radomlje B è stato retrocesso poiché la squadra principale è retrocessa dalla 1. SNL alla 2. SNL.

## Girone Nord
|                       | Pos. | Squadra           | Pt | G  | V  | N  | P  | GF | GS | DR  |
| --------------------- | ---- | ----------------- | -- | -- | -- | -- | -- | -- | -- | --- |
|                       | 1.   | Maribor B         | 67 | 26 | 22 | 1  | 3  | 80 | 25 | +55 |
|                       | 2.   | Drava Ptuj        | 61 | 26 | 19 | 4  | 3  | 82 | 29 | +53 |
|                       | 3.   | Podvinci          | 43 | 26 | 13 | 4  | 9  | 49 | 35 | +14 |
|                       | 4.   | Dravograd         | 42 | 26 | 12 | 6  | 8  | 56 | 42 | +14 |
|                       | 5.   | Šmarje pri Jelšah | 40 | 26 | 12 | 4  | 10 | 45 | 36 | +9  |
|                       | 6.   | Fužinar           | 40 | 26 | 10 | 10 | 6  | 39 | 35 | +4  |
|                       | 7.   | Šampion Celje     | 38 | 26 | 12 | 2  | 12 | 66 | 49 | +17 |
|                       | 8.   | Mons Claudius     | 38 | 26 | 12 | 2  | 12 | 37 | 61 | −24 |
|                       | 9.   | Radlje            | 35 | 26 | 10 | 5  | 11 | 50 | 44 | +6  |
|                       | 10.  | Lenart            | 33 | 26 | 11 | 0  | 15 | 41 | 50 | −9  |
|                       | 11.  | Šentjur           | 31 | 26 | 9  | 4  | 13 | 39 | 59 | −20 |
|                       | 12.  | Korotan Prevalje  | 29 | 26 | 9  | 2  | 15 | 42 | 50 | −8  |
|                       | 13.  | Bistrica          | 13 | 26 | 4  | 1  | 21 | 22 | 71 | −49 |
|                       | 14.  | Malečnik          | 13 | 26 | 4  | 1  | 21 | 28 | 90 | −62 |
| classifica, risultati |      |                   |    |    |    |    |    |    |    |     |

Legenda:
  Partecipa agli spareggi−promozione.
      Promosso in 2. SNL 2015-2016 dopo gli spareggi.
      Retrocesso nel Campionato inter−comunale.
      Escluso dal campionato.
Regolamento:
Tre punti a vittoria, uno a pareggio, zero a sconfitta.
Note:
Il Maribor B non può essere promosso poiché la squadra principale milita in 1. SNL.
Lo Šentjur viene retrocesso poiché dalla 2. SNL scendono Šmartno e Dravinja, che verranno incluse nella 3. SNL Nord 2015-2016.

## Girone Est
|                       | Pos. | Squadra    | Pt | G  | V  | N | P  | GF | GS | DR  |
| --------------------- | ---- | ---------- | -- | -- | -- | - | -- | -- | -- | --- |
|                       | 1.   | Odranci    | 60 | 26 | 19 | 3 | 4  | 75 | 30 | +45 |
|                       | 2.   | Beltinci   | 55 | 26 | 17 | 4 | 5  | 84 | 30 | +54 |
|                       | 3.   | Grad       | 48 | 26 | 14 | 6 | 6  | 60 | 36 | +24 |
|                       | 4.   | NŠ Mura    | 48 | 26 | 15 | 3 | 8  | 54 | 28 | +26 |
|                       | 5.   | Ljutomer   | 46 | 26 | 14 | 4 | 8  | 49 | 35 | +14 |
|                       | 6.   | Tromejnik  | 46 | 26 | 14 | 4 | 8  | 46 | 36 | +10 |
|                       | 7.   | Turnišče   | 44 | 26 | 14 | 2 | 10 | 54 | 45 | +9  |
|                       | 8.   | Rakičan    | 43 | 26 | 12 | 7 | 7  | 51 | 36 | +15 |
|                       | 9.   | Nafta 1903 | 38 | 26 | 10 | 8 | 8  | 40 | 43 | −3  |
|                       | 10.  | Čarda      | 29 | 26 | 8  | 5 | 13 | 35 | 49 | −14 |
|                       | 11.  | Črenšovci  | 19 | 26 | 4  | 7 | 15 | 32 | 58 | −26 |
|                       | 12.  | Bakovci    | 15 | 26 | 4  | 3 | 19 | 18 | 73 | −55 |
|                       | 13.  | Bistrica   | 14 | 26 | 3  | 5 | 18 | 39 | 75 | −36 |
|                       | 14.  | Serdica    | 8  | 26 | 1  | 5 | 20 | 17 | 80 | −63 |
| classifica, risultati |      |            |    |    |    |   |    |    |    |     |

Legenda:
  Partecipa agli spareggi−promozione.
      Promosso in 2. SNL 2015-2016 dopo gli spareggi.
      Retrocesso nel Campionato inter−comunale.
      Escluso dal campionato.
Regolamento:
Tre punti a vittoria, uno a pareggio, zero a sconfitta.

## Spareggi
Le vincitrici dei 4 gironi si sfidarono per 2 posti in 2. SNL 2015-2016.
| Squadra 1       | Totale | Squadra 2 | Andata     | Ritorno    |
| --------------- | ------ | --------- | ---------- | ---------- |
|                 |        |           | 13.06.2015 | 17.06.2015 |
| Ajdovščina Škou | 2 – 4  | Kranj     | 1 – 1      | 1 – 3      |
| Drava Ptuj      | 3 – 2  | Odranci   | 2 – 0      | 1 – 2      |